# Leichtathletik-Asienmeisterschaften 2011
Die 19. Leichtathletik-Asienmeisterschaften wurden vom 7. bis 10. Juli 2011 in Kōbe, Japan ausgetragen. Damit richtet zum vierten Mal, nach Tokio 1979 und 1981 und Fukuoka 1998, eine japanische Stadt die Asienmeisterschaften aus.

## Teilnehmende Nationen
Gastgeber Japan durfte bis zu 3 Athleten pro Disziplin nominieren, alle anderen Staaten zwei.
| - Afghanistan (2) - Bangladesch (2) - Bahrain (10) - Brunei (3) - Volksrepublik China (40) - Chinesisch Taipeh (16) - Osttimor (1) - Hongkong (15) - Indien (34) - Indonesien (16) | - Iran (24) - Irak (10) - Japan (87) - Jordanien (2) - Kasachstan (24) - Kuwait (6) - Kirgisistan (3) - Laos (2) - Libanon (2) | - Macau (4) - Malediven (2) - Malaysia (8) - Mongolei (6) - Nepal (2) - Oman (11) - Pakistan (5) - Palästina (2) - Philippinen (6) - Katar (6) | - Saudi-Arabien (14) - Singapur (6) - Südkorea (24) - Sri Lanka (11) - Syrien (4) - Tadschikistan (2) - Thailand (16) - Usbekistan (17) - Vereinigte Arabische Emirate (7) - Vietnam (7) |

## Männer

### 100 m
| Platz | Athlet                     | Land | Zeit (s) |
| ----- | -------------------------- | ---- | -------- |
| 1     | Su Bingtian                | CHN  | 10,21    |
| 2     | Masashi Eriguchi           | JPN  | 10,28    |
| 3     | Sōta Kawatsura             | JPN  | 10,30    |
| 4     | Yasir Baalghayth al-Nashri | KSA  | 10,31    |
| 5     | Chen Qiang                 | CHN  | 10,33    |
| 6     | Barakat al-Harthi          | OMA  | 10,38    |
| 7     | Yūsuke Kotani              | JPN  | 10,39    |
| 8     | Mohd Fadlin                | INA  | 10,49    |

Finale: 8. Juli
Wind: +1,8 m/s

### 200 m
| Platz | Athlet              | Land | Zeit (s)  |
| ----- | ------------------- | ---- | --------- |
| 1     | Femi Ogunode        | QAT  | 20,41 =CR |
| 2     | Hitoshi Saitō       | JPN  | 20,75     |
| 3     | Omar Jouma al-Salfa | VAE  | 20,97     |
| 4     | Shōta Iizuka        | JPN  | 21,10     |
| 5     | Abdullah al-Sooli   | OMA  | 21,14     |
| 6     | Shehan Abeypitiya   | LKA  | 21,16     |
| 7     | Reza Ghasemi        | IRI  | 21,18     |
| 8     | Yahya al-Noufali    | OMA  | 21,20     |

Finale: 10. Juli
Wind: −0,4 m/s

### 400 m
| Platz | Athlet            | Land | Zeit (s) |
| ----- | ----------------- | ---- | -------- |
| 1     | Youssef Masrahi   | KSA  | 45,79    |
| 2     | Hideyuki Hirose   | JPN  | 46,03    |
| 3     | Yūzō Kanemaru     | JPN  | 46,38    |
| 4     | Sajjad Hashemi    | IRI  | 46,53    |
| 5     | Yūsuke Ishitsuka  | JPN  | 46,53    |
| 6     | Ismail al-Sabiani | KSA  | 47,15    |
|       | Park Tae-geon     | KOR  | DNF      |
|       | Ahmed al-Merjabi  | OMA  | DSQ      |

Finale: 8. Juli

### 800 m
| Platz | Athlet                | Land | Zeit (min) |
| ----- | --------------------- | ---- | ---------- |
| 1     | Mohammad al-Azemi     | KUW  | 1:46,14    |
| 2     | Sajjad Moradi         | IRI  | 1:46,35    |
| 3     | Ghamanda Ram          | IND  | 1:46,46    |
| 4     | Masato Yokota         | JPN  | 1:47,05    |
| 5     | Sajeesh Joseph        | IND  | 1:48,56    |
| 6     | Ehsan Mohajer Shojaei | IRI  | 1:49,44    |
| 7     | Farhod Kuralow        | TJK  | 1:51,13    |
| 8     | Muhammad Ali          | PAK  | 1:56,09    |

Finale: 10. Juli

### 1500 m
| Platz | Athlet                   | Land | Zeit (min) |
| ----- | ------------------------ | ---- | ---------- |
| 1     | Mohammad al-Azemi        | KWT  | 3:42,49    |
| 2     | Sajjad Moradi            | IRI  | 3:43,30    |
| 3     | Chaminda Indika Wijekoon | LKA  | 3:44,01    |
| 4     | Yūya Konishi             | JPN  | 3:46,24    |
| 5     | Belal Mansoor Ali        | BHR  | 3:47,26    |
| 6     | Shin Sang-min            | KOR  | 3:47,26    |
| 7     | Ridwan                   | INA  | 3:47,52    |
| 8     | Moslem Niadoost          | IRI  | 3:50,79    |

8. Juli

### 5000 m
| Platz | Athlet            | Land | Zeit (min)  |
| ----- | ----------------- | ---- | ----------- |
| 1     | Dejene Regassa    | BHR  | 13:39,71 CR |
| 2     | Yūki Satō         | JPN  | 13:40,78    |
| 3     | Alemu Bekele      | BHR  | 13:41,93    |
| 4     | Kazuya Watanabe   | JPN  | 13:48,81    |
| 5     | Tetsuya Yoroizaka | JPN  | 13:54,35    |
| 6     | Suresh Kumar      | IND  | 14:05,64    |
| 7     | Mohammad Khazaei  | IRI  | 14:08,81    |
| 8     | Agus Prayogo      | INA  | 14:10,85    |

9. Juli

### 10.000 m
| Platz | Athlet               | Land | Zeit (min) |
| ----- | -------------------- | ---- | ---------- |
| 1     | Ali Hasan Mahboob    | BHR  | 28:35,49   |
| 2     | Bilisuma Shugi       | BHR  | 28:36,30   |
| 3     | Akinobu Murasawa     | JPN  | 28:40,63   |
| 4     | Tsuyoshi Ugachi      | JPN  | 28:48,53   |
| 5     | Suresh Kumar         | IND  | 29:37,62   |
| 6     | Bat-Otschiryn Ser-Od | MNG  | 29:44,84   |
| 7     | Kheta Ram            | IND  | 30:31,85   |
|       | Mohammad Khazaei     | IRI  | DNF        |

7. Juli

### 110 m Hürden
| Platz | Athlet                 | Land | Zeit (s) |
| ----- | ---------------------- | ---- | -------- |
| 1     | Liu Xiang              | CHN  | 13,22 CR |
| 2     | Shi Dongpeng           | CHN  | 13,56    |
| 3     | Park Tae-kyong         | KOR  | 13,66    |
| 4     | Jamras Rittidet        | THA  | 13,96    |
| 5     | Kenji Yahata           | JPN  | 13,96    |
| 6     | Mojtaba Postchi        | IRI  | 13,97    |
| 7     | Rayzam Shah Wan Sofian | MAS  | 14,03    |
|       | Ali Hussein al-Zaki    | KSA  | DSQ      |

Finale: 10. Juli
Wind: −0,8 m/s

### 400 m Hürden
| Platz              | Athlet              | Land | Zeit (s) |
| ------------------ | ------------------- | ---- | -------- |
| 1                  | Takatoshi Abe       | JPN  | 49,64 SB |
| 2                  | Yūta Imazeki        | JPN  | 50,22    |
| 3                  | Chen Chieh          | TPE  | 50,39    |
| 4                  | Joseph Abraham      | IND  | 50,82    |
| 5                  | Lee Seung-yun       | KOR  | 51,40    |
| 6                  | Satinder Singh      | IND  | 51,93    |
|                    | Hassan Aman Salmeen | QAT  | DSQ      |
| Takayuki Kishimoto | JPN                 | DSQ  |          |

Finale: 9. Juli

### 3000 m Hindernis
| Platz | Athlet              | Land | Zeit (min) |
| ----- | ------------------- | ---- | ---------- |
| 1     | Abubaker Ali Kamal  | QAT  | 8:30,23    |
| 2     | Artjom Kossinow     | KAZ  | 8:35,11    |
| 3     | Tareq Mubarak Taher | BHR  | 8:45,47    |
| 4     | Giresh Ramachandran | IND  | 8:46,08    |
| 5     | Tsuyoshi Takeda     | JPN  | 8:48,21    |
| 6     | Hiroyoshi Umegae    | JPN  | 8:55,01    |
| 7     | Hossein Keyhani     | IRI  | 9:04,23    |
| 8     | Rene Herrera        | PHI  | 9:12,34    |

8. Juli

### 4 × 100 m Staffel
| Platz | Land                | Athleten                                                                     | Zeit (s) |
| ----- | ------------------- | ---------------------------------------------------------------------------- | -------- |
| 1     | Japan               | Sōta Kawatsura Masashi Eriguchi Shinji Takahira Hitoshi Saitō                | 39,18    |
| 2     | Hongkong            | Tang Yik Chun Lai Chun Ho Ng Ka Fung Tsui Chi Ho                             | 39,26    |
| 3     | Chinesisch Taipeh   | Wang Wen-tang Liu Yuan-kai Tsai Meng-lin Yi Wei-chen                         | 39,30    |
| 4     | Volksrepublik China | Lao Yi Liang Jiahong Su Bingtian Chen Qiang                                  | 39,33    |
| 5     | Thailand            | Narakorn Chaiprasert Wachara Sondee Sompote Suwannarangsri Jirapong Meenapra | 39,72    |
| 6     | Südkorea            | Kim Kuk-young Lim Hee-nam Yeo Ho-sua Cho Kyu-won                             | 39,85    |
| 7     | Singapur            | Calvin Kang Li Loong Jamal Amirudin Gary Yeo Foo Ee Elfi Mustafa             | 40,24    |
| 8     | Indien              | Ritesh Anand Krishna Kumar Rane Shameer Mon Rahamatulla Molla                | 40,38    |

Finale: 10. Juli

### 4 × 400 m Staffel
| Platz | Land          | Athleten                                                                                        | Zeit (min) |
| ----- | ------------- | ----------------------------------------------------------------------------------------------- | ---------- |
| 1     | Japan         | Yūsuke Ishitsuka Kei Takase Hideyuki Hirose Yūzō Kanemaru                                       | 3:04,72    |
| 2     | Saudi-Arabien | Mohammed Ali al-Bishi Hamed Hamadan al-Bishi Yonas al-Hosah Youssef Masrahi                     | 3:08,03    |
| 3     | Iran          | Peyman Rajabi Amin Ghelichi Ehsan Mohajer Shojaei Sajjad Hashemi                                | 3:08,58    |
| 4     | Sri Lanka     | Prasanna Amarasekara Rohita Imiya Mudiyanselage Kasun Kalhar Senevirathne D.N.K. Ruppegoda Gama | 3:09,26    |
| 5     | Oman          | Othman al-Busaidi Obaid al-Quraini Abdullah al-Hidi Ahmed al-Merjabi                            | 3:09,28    |
|       | Irak          | Jasim Mohammed Aymen Mohammed Jumaah Kareem al-Nashi Karar al-Abbody                            | DSQ        |
|       | Indien        | Davinder Singh Jithin Paul Premanand Jayakumar Shake Mortaja                                    | DSQ        |

10. Juli

### Hochsprung
| Platz | Athlet              | Land | Höhe (m)   |
| ----- | ------------------- | ---- | ---------- |
| 1     | Mutaz Essa Barshim  | QAT  | 2,35 CR NR |
| 2     | Majd Eddin Ghazal   | SYR  | 2,28 NR    |
| 3     | Wang Chen           | CHN  | 2,26 SB    |
| 4     | Takashi Etō         | JPN  | 2,24 PB    |
| 5     | Naoto Tobe          | JPN  | 2,21       |
| 6     | Keyvan Ghanbarzadeh | IRI  | 2,18       |
| 7     | Hsiang Chun-hsien   | TPE  | 2,18       |
| 8     | Rashid al-Mannai    | QAT  | 2,15       |
| 8     | Zhang Guowei        | CHN  | 2,18       |

9. Juli

### Stabhochsprung
| Platz | Athlet          | Land | Höche (m) |
| ----- | --------------- | ---- | --------- |
| 1     | Daichi Sawano   | JPN  | 5,50      |
| 2     | Hiroki Ogita    | JPN  | 5,40      |
| 3     | Yang Yansheng   | CHN  | 5,40      |
| 4     | Nikita Filippow | KAZ  | 5,40      |
| 5     | Takafumi Suzuki | JPN  | 5,20      |
| 6     | Jin Min-sub     | KOR  | 5,20      |
| 7     | Hsieh Chia-han  | TPE  | 5,05      |
| 8     | Mohsen Rabbani  | IRI  | 4,90      |

8. Juli

### Weitsprung
| Platz | Athlet               | Land | Weite (m) |
| ----- | -------------------- | ---- | --------- |
| 1     | Su Xiongfeng         | CHN  | 8,19 =PB  |
| 2     | Supanara Sukhasvasti | THA  | 8,05 NR   |
| 3     | Rikiya Saruyama      | JPN  | 8,05 =PB  |
| 4     | Yōhei Sugai          | JPN  | 8,03      |
| 5     | Li Jinzhe            | CHN  | 7,79      |
| 6     | Hashim al-Sharfa     | KSA  | 7,77      |
| 7     | Dmitri Iljin         | KGZ  | 7,64      |
| 8     | Konstantin Safronow  | KAZ  | 7,62      |

10. Juli

### Dreisprung
| Platz | Athlet                 | Land | Weite (m) |
| ----- | ---------------------- | ---- | --------- |
| 1     | Jewgeni Ektow          | KAZ  | 16,91     |
| 2     | Li Yanxi               | CHN  | 16,70     |
| 3     | Roman Walijew          | KAZ  | 16,62     |
| 4     | Shinya Sogame          | JPN  | 16,51     |
| 5     | Dong Bin               | CHN  | 16,36     |
| 6     | Muhammad Hakimi Ismail | MAS  | 15,77     |
| 7     | Daigo Hasegawa         | JPN  | 15,76 w   |
| 8     | Mohamed Abbas Darwish  | VAE  | 15,72     |

8. Juli

### Kugelstoßen
| Platz | Athlet             | Land | Weite (m) |
| ----- | ------------------ | ---- | --------- |
| 1     | Chang Ming-huang   | TPE  | 20,14 CR  |
| 2     | Zhang Jun          | CHN  | 19,77     |
| 3     | Om Prakash Karhana | IND  | 19,47     |
| 4     | Hwang In-sung      | KOR  | 17,90     |
| 5     | Grigoriy Kamulya   | UZB  | 17,46     |
| 6     | Musaeb al-Momani   | JOR  | 17,44     |
| 7     | Sōtarō Yamada      | JPN  | 17,33     |
| 8     | Yōhei Murakawa     | JPN  | 17,25     |

9. Juli
Der ursprünglich viertplatzierte Inder Sourabh Vij wurde 2012 rückwirkend wegen eines Dopingvergehens disqualifiziert.

### Diskuswurf
| Platz | Athlet              | Land | Weite (m) |
| ----- | ------------------- | ---- | --------- |
| 1     | Ehsan Hadadi        | IRI  | 62,27     |
| 2     | Vikas Gowda         | IND  | 61,58     |
| 3     | Wu Jian             | CHN  | 56,61     |
| 4     | Mahmoud Samimi      | IRI  | 56,22     |
| 5     | Musaeb al-Momani    | JOR  | 54,49     |
| 6     | Shigeo Hatakeyama   | JPN  | 54,11     |
| 7     | Hamid Manssour      | SYR  | 52,02     |
| 8     | Haidar Abdul Shadid | IRQ  | 51,25     |

7. Juli

### Hammerwurf
| Platz | Athlet                 | Land | Weite (m) |
| ----- | ---------------------- | ---- | --------- |
| 1     | Ali Mohamed al-Zankawi | KWT  | 73,73     |
| 2     | Hiroshi Noguchi        | JPN  | 70,89     |
| 3     | Hiroaki Doi            | JPN  | 70,69     |
| 4     | Kaveh Mousavi          | IRI  | 68,88     |
| 5     | Lee Yoon-chul          | TPE  | 67,97     |
| 6     | Reza Moghaddam         | IRI  | 65,86     |
| 7     | Amanmyrat Hommadow     | TKM  | 65,38     |
| 8     | Alischer Eschbekow     | TJK  | 61,03     |

9. Juli

### Speerwurf
| Platz | Athlet            | Land | Weite (m) |
| ----- | ----------------- | ---- | --------- |
| 1     | Yukifumi Murakami | JPN  | 83,27 CR  |
| 2     | Park Jae-myong    | KOR  | 80,19     |
| 3     | Ivan Zaysev       | UZB  | 79,22     |
| 4     | Jung Sang-jin     | KOR  | 78,65     |
| 5     | Chen Qi           | CHN  | 78,40     |
| 6     | Ken Arai          | JPN  | 77,37     |
| 7     | Genki Dean        | JPN  | 76,20     |
| 8     | Qin Qiang         | CHN  | 75,22     |

10. Juli

### Zehnkampf
| Platz | Athlet                  | Land | Punkte |
| ----- | ----------------------- | ---- | ------ |
| 1     | Hadi Sepehrzad          | IRI  | 7506   |
| 2     | Akihiko Nakamura        | JPN  | 7478   |
| 3     | Bharatinder Singh       | IND  | 7358   |
| 4     | Hiromasa Tanaka         | JPN  | 6803   |
| 5     | Abdoljalil Tomaj        | IRI  | 6283   |
|       | Rifat Ortiqov           | UZB  | DNF    |
|       | Mohammed Jasem al-Qaree | KSA  | DNF    |
|       | Vũ Văn Huyện            | VIE  | DNF    |

7./8. Juli

## Frauen

### 100 m
| Platz | Athletin         | Land | Zeit (s) |
| ----- | ---------------- | ---- | -------- |
| 1     | Goʻzal Xubbiyeva | UZB  | 11,39    |
| 2     | Wei Yongli       | CHN  | 11,70    |
| 3     | Tao Yujia        | CHN  | 11,74    |
| 4     | Nao Okabe        | JPN  | 11,79    |
| 5     | Nongnuch Sanrat  | THA  | 11,80    |
| 6     | Maryam Tousi     | IRI  | 11,81    |
| 7     | Olga Bludowa     | KAZ  | 11,82    |
|       | Kana Ichikawa    | JPN  | DNS      |

Finale: 8. Juli
Wind: +1,9 m/s

### 200 m
| Platz | Athletin            | Land | Zeit (s) |
| ----- | ------------------- | ---- | -------- |
| 1     | Chisato Fukushima   | JPN  | 23,49    |
| 2     | Gretta Taslakian    | LBN  | 24,01    |
| 3     | Saori Imai          | JPN  | 24,06    |
| 4     | Olga Bludowa        | KAZ  | 24,29    |
| 5     | Maryam Tousi        | IRI  | 24,29    |
| 6     | Chandrika Rasnayake | LKA  | 24,41    |
| 7     | Liao Ching-hsien    | TPE  | 24,65    |
|       | Gulustan Mahmood    | IRQ  | DSQ      |

Finale: 10. Juli
Wind: −2,2 m/s

### 400 m
| Platz            | Athletin            | Land | Zeit (s) |
| ---------------- | ------------------- | ---- | -------- |
| 1                | Chen Jingwen        | CHN  | 52,89    |
| 2                | Chandrika Rasnayake | LKA  | 53,35    |
| 3                | Chisato Tanaka      | JPN  | 54,08    |
| 4                | Sayaka Aoki         | JPN  | 54,15    |
| 5                | Miho Shingū         | JPN  | 54,28    |
| 6                | Alaa Hikmat         | IRQ  | 54,85    |
|                  | Olga Tereschkowa    | KAZ  | DSQ      |
| Gulustan Mahmood | IRQ                 | DSQ  |          |

Finale: 8. Juli
Die Kasachin Tereschkowa und die Irakerin Mahmood gewannen ursprünglich die Gold- und Silbermedaille. Ihnen beiden wurde ihre Medaille wegen Dopings im Nachhinein aberkannt.

### 800 m
| Platz | Athletin            | Land | Zeit (min) |
| ----- | ------------------- | ---- | ---------- |
| 1     | Trương Thanh Hằng   | VIE  | 2:01,41    |
| 2     | Margarita Mazko     | KAZ  | 2:02,46    |
| 3     | Tintu Lukka         | IND  | 2:02,55    |
| 4     | Ruriko Kubo         | JPN  | 2:03,34    |
| 5     | Genzeb Shumi        | BHR  | 2:03,39    |
| 6     | Wiktorija Jalowzewa | KAZ  | 2:04,66    |
| 7     | Anna Sidorova       | UZB  | 2:04,75    |
| 8     | Akari Kishikawa     | JPN  | 2:04,87    |

10. Juli

### 1500 m
| Platz | Athletin          | Land | Zeit (min) |
| ----- | ----------------- | ---- | ---------- |
| 1     | Genzeb Shumi      | BHR  | 4:15,91    |
| 2     | Trương Thanh Hằng | VIE  | 4:18,40 SB |
| 3     | Jaisha Orchatteri | IND  | 4:21,41    |
| 4     | Akane Yabushita   | JPN  | 4:22,09    |
| 5     | Betlhem Desalegn  | VAE  | 4:24,38    |
| 6     | Mika Kobayashi    | JPN  | 4:25,72    |
| 7     | Rei Ohara         | JPN  | 4:28,09    |
| 8     | Leila Ebrahimi    | IRI  | 4:28,33    |

8. Juli

### 5000 m
| Platz | Athletin            | Land | Zeit (min)  |
| ----- | ------------------- | ---- | ----------- |
| 1     | Tejitu Daba         | BHR  | 15:22,48 CR |
| 2     | Hitomi Niiya        | JPN  | 15:34,19    |
| 3     | Yuriko Kobayashi    | JPN  | 15:42,59 SB |
| 4     | Alia Saeed Mohammed | VAE  | 15:52,07    |
| 5     | Betlhem Desalegn    | VAE  | 16:04,98    |
| 6     | Triyaningsih        | INA  | 16:05,18    |
| 7     | Rei Ohara           | JPN  | 16:21,23    |
| 8     | Kavita Raut         | IND  | 16:23,06    |

9. Juli

### 10.000 m
| Platz | Athletin                    | Land | Zeit (s) |
| ----- | --------------------------- | ---- | -------- |
| 1     | Shitaye Eshete              | BHR  | 32:47,80 |
| 2     | Kareema Saleh Jasim         | BHR  | 32:50,70 |
| 3     | Preeja Sreedharan           | IND  | 32:15,55 |
| 4     | Hitomi Nakamura             | JPN  | 33:16,62 |
| 5     | Kaoru Nagao                 | JPN  | 33:19,14 |
| 6     | Kavita Raut                 | IND  | 35:24,25 |
| 7     | Mahboubeh Ghayournajafabadi | IRI  | 43:09,30 |

7. Juli

### 100 m Hürden
| Platz | Athletin              | Land | Zeit (s)  |
| ----- | --------------------- | ---- | --------- |
| 1     | Sun Yawei             | CHN  | 13,04     |
| 2     | Jung Hye-lim          | KOR  | 13,11     |
| 3     | Natalja Iwoninskaja   | KAZ  | 13,15 =SB |
| 4     | Ayako Kimura          | JPN  | 13,26     |
| 5     | Anastassija Soprunowa | KAZ  | 13,32     |
| 6     | Dedeh Erawati         | INA  | 13,42     |
| 7     | Wu Shuijiao           | CHN  | 13,51     |
| 8     | Airi Ito              | JPN  | 13,55     |

Finale: 10. Juli
Wind: −0,9 m/s

### 400 m Hürden
| Platz | Athletin              | Land | Zeit (s) |
| ----- | --------------------- | ---- | -------- |
| 1     | Satomi Kubokura       | JPN  | 56,52    |
| 2     | Yang Qi               | CHN  | 56,69 SB |
| 3     | Christine Merrill     | LKA  | 57,30    |
| 4     | Miyabi Tago           | JPN  | 57,35    |
| 5     | Shiori Miki           | JPN  | 57,52    |
| 6     | Alexandra Kusina      | KAZ  | 57,86    |
| 7     | Noraseela Mohd Khalid | MAS  | 58,53    |
| 8     | Natalya Asanova       | UZB  | 59,72    |

Finale: 9. Juli

### 3000 m Hindernis
| Platz | Athlet                | Land | Zeit (min)  |
| ----- | --------------------- | ---- | ----------- |
| 1     | Minori Hayakari       | JPN  | 09:52,42 CR |
| 2     | Sudha Singh           | IND  | 10:08,52    |
| 3     | Nguyễn Thị Thu Phương | VIE  | 10:14,94    |
| 4     | Misato Horie          | JPN  | 10:23,87    |
| 5     | Rini Budiarti         | INA  | 10:30,38    |
| 6     | Priyanka Singh Patel  | IND  | 10:56,88    |
| 7     | Melinder Kaur         | MAS  | 11:20,13    |
| 8     | Yiu Kit Ching         | HKG  | 11:24,92    |

9. Juli

### 4 × 100 m Staffel
| Platz | Land                | Athletinnen                                                            | Zeit (s) |
| ----- | ------------------- | ---------------------------------------------------------------------- | -------- |
| 1     | Japan               | Nao Okabe Momoko Takahashi Chisato Fukushima Saori Imai                | 44,05    |
| 2     | Volksrepublik China | Tao Yujia Liang Qiuping Jiang Lan Wei Yongli                           | 44,23    |
| 3     | Thailand            | Sangwan Jaksunin Orranut Klomdee Jutamass Tawoncharoen Nongnuch Sanrat | 44,62    |
| 4     | Hongkong            | Chan Ho Yee Leung Hau Sze Fong Yee Pui Poon Pak Yan                    | 44,62    |

10. Juli

### 4 × 400 m Staffel
| Platz | Land                                                                | Athletinnen                                                         | Zeit (min) |
| ----- | ------------------------------------------------------------------- | ------------------------------------------------------------------- | ---------- |
| 1     | Japan                                                               | Sayaka Aoki Chisato Tanaka Satomi Kubokura Miho Shingū              | 3:35,00    |
| 2     | Indien                                                              | Mrudula Korada Jhuma Khatun Jaisha Orchatteri Tintu Lukka           | 3:44,17    |
|       | Kasachstan                                                          | Tatjana Roslanowa Margarita Mazko Alexandra Kusina Olga Tereschkowa | DSQ        |
| Irak  | Alaa Hikmat Inam al-Sudani Gulustan Mahmood Dana Hussein Abdulrazak | DSQ                                                                 |            |

10. Juli
Kasachstan gewann ursprünglich die Silbermedaille hinter der Mannschaft aus Japan und der Irak Bronze. Beiden Nationen wurden ihre Staffeln wegen eines Dopingvergehens der Kasachin Olga Tereschkowa und der Irakerin Gulustan Mahmood im Nachhinein aberkannt

### Hochsprung
| Platz | Athletin              | Land | Höhe (m) |
| ----- | --------------------- | ---- | -------- |
| 1     | Zheng Xingjuan        | CHN  | 1,92     |
| 2     | Svetlana Radzivil     | UZB  | 1,92     |
| 3     | Marina Aitowa         | KAZ  | 1,89     |
| 4     | Anna Ustinowa         | KAZ  | 1,85     |
| 5     | Noengrothai Chaipetch | THA  | 1,85     |
| 6     | Wanida Boonwan        | THA  | 1,85     |
| 7     | Miyuki Fukumoto       | JPN  | 1,80     |

10. Juli

### Stabhochsprung
| Platz       | Athletin     | Land | Höhe (m) |
| ----------- | ------------ | ---- | -------- |
| 1           | Wu Sha       | CHN  | 4,35     |
| 2           | Li Ling      | CHN  | 4,30     |
| 3           | Choi Yun-hee | KOR  | 4,00     |
| 4           | Olga Lapina  | KAZ  | 4,00     |
| 5           | Miho Imano   | JPN  | 3,75     |
|             | Tomomi Abiko | JPN  | NM       |
| Rachel Yang | SGP          | NM   |          |

9. Juli

### Weitsprung
| Platz | Athletin              | Land | Weite (m) |
| ----- | --------------------- | ---- | --------- |
| 1     | Mayookha Johny        | IND  | 6,56      |
| 2     | Lu Minjia             | CHN  | 6,52      |
| 3     | Saeko Okayama         | JPN  | 6,51      |
| 4     | Yuliya Tarasova       | UZB  | 6,37      |
| 5     | Marestella Torres     | PHI  | 6,34      |
| 6     | Maliakhal Prajusha    | IND  | 6,27      |
| 7     | Kumiko Imura          | JPN  | 6,23      |
| 8     | Aleksandra Kotlyarova | UZB  | 6,16      |

7. Juli

### Dreisprung
| Platz | Athletin              | Land | Weite (m) |
| ----- | --------------------- | ---- | --------- |
| 1     | Xie Limei             | CHN  | 14,54 SB  |
| 2     | Valeriya Kanatova     | UZB  | 14,14 w   |
| 3     | Mayookha Johny        | IND  | 14,11 NR  |
| 4     | Li Yanmei             | CHN  | 13,97     |
| 5     | Anastasiya Juravlyeva | UZB  | 13,88     |
| 6     | Jekaterina Ektowa     | KAZ  | 13,88 SB  |
| 7     | Maliakhal Prajusha    | IND  | 13,63     |
| 8     | Chung Hye-kyong       | KOR  | 13,52 w   |

9. Juli

### Kugelstoßen
| Platz | Athletin         | Land | Weite (m) |
| ----- | ---------------- | ---- | --------- |
| 1     | Meng Qianqian    | CHN  | 18,31 PB  |
| 2     | Liu Xiangrong    | CHN  | 18,30     |
| 3     | Leila Rajabi     | IRI  | 16,60     |
| 4     | Safiya Burxonova | UZB  | 16,33     |
| 5     | Lin Chia-ying    | TPE  | 16,17     |
| 6     | Yukino Otani     | JPN  | 14,88     |

10. Juli

### Diskuswurf
| Platz | Athletin        | Land | Weite (m) |
| ----- | --------------- | ---- | --------- |
| 1     | Sun Taifeng     | CHN  | 60,89     |
| 2     | Ma Xuejun       | CHN  | 59,67     |
| 3     | Harwant Kaur    | IND  | 57,99     |
| 4     | Krishna Poonia  | IND  | 56,23     |
| 5     | Li Wen-hua      | TPE  | 55,59     |
| 6     | Ayumi Takahashi | JPN  | 51,23     |
| 7     | Dwi Ratnawati   | INA  | 49,70     |
| 8     | Yuka Murofushi  | JPN  | 49,24     |

8. Juli

### Hammerwurf
| Platz | Athletin       | Land | Weite (m) |
| ----- | -------------- | ---- | --------- |
| 1     | Masumi Aya     | JPN  | 67,19     |
| 2     | Liu Tingting   | CHN  | 65,42     |
| 3     | Yuka Murofushi | JPN  | 62,50     |
| 4     | Kang Na-ru     | KOR  | 62,48     |
| 5     | Tan Song Hwa   | MAS  | 54,44     |
| 6     | Aýna Mämmedowa | TKM  | 54,21     |
| 7     | Rosa Herlinda  | INA  | 51,52     |

7. Juli

### Speerwurf
| Platz | Athletin        | Land | Weite (m) |
| ----- | --------------- | ---- | --------- |
| 1     | Liu Chunhua     | CHN  | 58,05     |
| 2     | Wang Ping       | CHN  | 55,80     |
| 3     | Yuka Satō       | JPN  | 54,16     |
| 4     | Risa Miyashita  | JPN  | 52,37     |
| 5     | Nadeeka Lakmali | LKA  | 51,94     |
| 6     | Kim Kyung-ae    | KOR  | 49,96     |
| 7     | Rosie Villarito | PHI  | 49,30     |
| 8     | Haruka Matoba   | JPN  | 48,67     |

7. Juli

### Siebenkampf
| Platz | Athletin             | Land | Punkte  |
| ----- | -------------------- | ---- | ------- |
| 1     | Wassana Winatho      | THA  | 5710 SB |
| 2     | Fumie Takehara       | JPN  | 5491 PB |
| 3     | Chie Kiriyama        | JPN  | 5442    |
| 4     | Sushmitha Singha Roy | IND  | 5179    |
| 5     | Chu Chia-ling        | TPE  | 5124 PB |
| 6     | Anastassija Kudinowa | KAZ  | 5060    |
| 7     | Narcisa Atienza      | PHI  | 5041    |
| 8     | Irina Karpowa        | KAZ  | 5033    |

8./9. Juli

## Abkürzungen
| - WR = Weltrekord - WJR = Juniorenweltrekord - OR = olympischer Rekord - YOR = olympischer Jugendrekord - AR = Kontinentalrekord - AJR = Juniorenkontinentalrekord - NR = nationaler Rekord - NJR = nationaler Juniorenrekord - CR = Meisterschaftsrekord - MR = Veranstaltungsrekord | - WB = Weltbestleistung - WJB = Juniorenweltbestleistung - WYB = Jugendweltbestleistung - AB = Kontinentbestleistung - AJB = Juniorenkontinentalbestleistung - AYB = Jugendkontinentalbestleistung - NB = nationale Bestleistung - NJB = nationale Juniorenbestleistung - NYB = nationale Jugendbestleistung | - PB = persönliche Bestleistung - SB = persönliche Saisonbestleistung - QB = Qualifikationsbestleistung - WL = Weltjahresbestleistung - WJL = Juniorenweltjahresbestleistung - WYL = Jugendweltjahresbestleistung - DSQ = disqualifiziert (engl. Disqualified) - DNS = Wettkampf nicht angetreten (engl. Did Not Start) - DNF = Wettkampf nicht beendet (engl. Did Not Finish) |

## Medaillenspiegel
| Medaillenspiegel | Medaillenspiegel             | Medaillenspiegel | Medaillenspiegel | Medaillenspiegel | Medaillenspiegel |
| Platz            | Land                         | Gold             | Silber           | Bronze           | Gesamt           |
| ---------------- | ---------------------------- | ---------------- | ---------------- | ---------------- | ---------------- |
| 01               | Volksrepublik China          | 11               | 12               | 4                | 27               |
| 02               | Japan                        | 11               | 10               | 12               | 33               |
| 03               | Bahrain                      | 5                | 2                | 2                | 9                |
| 04               | Kuwait                       | 3                | 0                | 0                | 3                |
| 04               | Katar                        | 3                | 0                | 0                | 3                |
| 06               | Südkorea                     | 2                | 2                | 2                | 6                |
| 07               | Indien                       | 1                | 3                | 8                | 12               |
| 08               | Kasachstan                   | 1                | 2                | 3                | 6                |
| 09               | Usbekistan                   | 1                | 2                | 1                | 4                |
| 10               | Thailand                     | 1                | 1                | 1                | 3                |
| 10               | Vietnam                      | 1                | 1                | 1                | 3                |
| 12               | Saudi-Arabien                | 1                | 1                | 0                | 2                |
| 13               | Chinesisch Taipeh            | 1                | 0                | 2                | 3                |
| 14               | Südkorea                     | 0                | 2                | 2                | 4                |
| 15               | Sri Lanka                    | 0                | 1                | 2                | 3                |
| 16               | Hongkong                     | 0                | 1                | 0                | 1                |
| 16               | Libanon                      | 0                | 1                | 0                | 1                |
| 16               | Syrien                       | 0                | 1                | 0                | 1                |
| 19               | Vereinigte Arabische Emirate | 0                | 0                | 1                | 1                |
| Gesamt           | Gesamt                       | 42               | 42               | 41               | 125              |